# Aeonium dodrantale
Aeonium dodrantale, även känd under namnet Greenovia dodrantalis och engelska Mountain rose (ej att förväxla med bergros) är en fetbladsväxtart som först beskrevs av Carl Ludwig von Willdenow, och fick sitt nu gällande namn av T.H.M. Mes. Aeonium dodrantale ingår i släktet Aeonium och familjen fetbladsväxter. Inga underarter finns listade i Catalogue of Life.